# Törtel
Törtel is een plaats (község) en gemeente in het Hongaarse comitaat Pest. Törtel telt 4546 inwoners (2001).